# Жанетт Якобфі
Жанетт Якобфі (угор. Zsanett Jakabfi; 18 лютого 1990, Лендьєлтот) — угорська футболістка, яка з 2017 року грає за клуб Вольфсбург у німецькій Фрауен Бундеслізі. Раніше вона грала в «МТК Hungária» в Угорщині Női NB I. Якобфі член національної команди Угорщини з 2007 року.

## Титули

### «МТК Хунгарія»
- Ліга угорських жінок: переможець 2005 року

### «Вольфсбург»
- Бундесліга: переможець 2012–13, 2013–14, 2016–17
- Ліга чемпіонів УЄФА серед жінок: Переможець 2012–13, 2013–14
- DFB-Pokal: Переможець 2012–13, 2014–15, 2015–16, 2016–17